# Malcolm Frager
Malcolm Frager (Clayton, 15 gennaio 1935 – Pittsfield, 20 giugno 1991) è stato un pianista statunitense.

## Biografia
Malcom Frager era figlio di Alfred Monroe Frager, grossista di calze, e Florence Friedman Frager, due ebrei convertitisi al Cristianesimo scientista. Iniziò a prendere lezioni di pianoforte a quattro anni, prima da sua nonna e poi da sua zia. Nel 1941, a sei anni, fece il suo primo recital alla Baldwin Hall di Saint Louis. L'anno successivo, divenne allievo di Carl Madlinger, con cui studiò fino al 1949. A soli dieci anni, fece il suo debutto da solista con l'Orchestra sinfonica di Saint Louis, suonando il Concerto per pianoforte n. 17 in sol maggiore di Mozart.
Nel 1949, all'età di 14 anni, si trasferì a New York, dove fu allievo di Carl Friedberg alla Juilliard School (fino al 1955, anno della morte del maestro). Non frequentò il liceo, ma venne educato privatamente. Nel 1953, su pressione del padre, si iscrisse alla Columbia University, dove si laureò magna cum laude in lingua russa nel 1957. Era fluente anche in francese, spagnolo e tedesco e sapeva parlare anche polacco e italiano.
Si classificò secondo al Concorso internazionale di Ginevra (1955) e successivamente vinse il Michaels Memorial Award di Chicago (1956). Dopo essere arrivato tre volte consecutive al secondo posto (1955, 1956 e 1957), vinse il Concorso internazionale Leventritt di New York (1959). Questa vittoria lo portò a compiere il suo primo tour fra il 1959 e il 1960 in Canada e Stati Uniti, suonando anche con la New York Philharmonic diretta da Leonard Bernstein. Nel 1960, vinse il Concorso internazionale Regina Elisabetta di Bruxelles, che gli valse la possibilità di registrare un disco con la RCA Victor Red Seal e vari ingaggi in Europa, oltre che una onorificenza consegnata a lui e agli altri vincitori statunitensi dal Sindaco di New York Robert F. Wagner, Jr. Nel novembre dello stesso anno, debuttò alla Carnegie Hall nel novembre 1960, eseguendo la Sonata n. 6 di Prokof'ev.
Nell'ottobre 1962, si sposò con la scozzese Morag MacPherson. L'anno successivo, tenne un tour di sei settimane in Unione Sovietica, che culminò il 14 giugno 1963 con un recital a due con Vladimir Davidovič Aškenazi (di cui Frager era ottimo amico). Il successo fu tale che replicarono tre volte l'esibizione. Nel 1963, tenne i suoi primi concerti in America Latina, mentre nel 1969 sbarcò in Estremo Oriente e in Australia. Il suo repertorio era principalmente composto da brani di Mozart, Haydn, Schubert, Chopin, Schumann, Prokof'ev e Bartók. Nel 1969, decise di abbandonare New York e di trasferirsi assieme alla famiglia in una tenuta di 28 ettari circa a Lenox (Massachusetts), vicino alla sede del Tanglewood Music Festival. Qui vi esordì nel 1963, accompagnato dalla Boston Symphony Orchestra diretta da Erich Leinsdorf - prima di una lunga serie sia di esibizioni al Festival, che di collaborazioni con l'Orchestra e Leinsdorf stessi.
Oltre a essere un musicista di successo in tutto il mondo, al punto da viaggiare anche nove mesi all'anno, Frager fu anche un appassionato storico della musica che si concentrò sulla individuazione e riscoperta di spartiti originali. Nel 1966 trovò una stesura preliminare del Concerto per pianoforte e orchestra n. 1 di Čajkovskij, mentre l'anno successivo ritrovò in un paesino della Germania Ovest la versione originale del Concerto per pianoforte in la minore di Schumann. Nel 1978, Frager visitò la Biblioteca Jagellonica di Cracovia, persuadendo i bibliotecari a rendere disponibili oltre mille spartiti e manoscritti originali di Bach, Mozart, Beethoven, Schumann e Weber, considerati perduti e trafugati dall'esercito polacco dopo la Seconda guerra mondiale come bottino di guerra. Per questo, ricevette la Mozart Medal dall'International Mozarteum Foundation di Salisburgo.
Frager ha registrato pochissimi dischi, principalmente perché non lo riteneva necessario per il suo sviluppo artistico, limitandosi a incidere solo le composizioni che riteneva di poter e voler incidere. Il primo disco fu il già citato disco con la RCA, registrato a Parigi nel 1960 e contenente le due composizioni suonate al Concorso internazionale Regina Elisabetta (il Concerto per pianoforte e orchestra n. 2 di Prokof'ev e la Sinfonia n. 35 di Haydn). Frager registrò anche i Concerti per pianoforte e orchestra n. 3 e n. 5 "L'Imperatore" di Beethoven, l'Andante e variazioni in si bemolle maggiore per due pianoforti di Schumann (in coppia con l'amico Aškenazi), un disco di vari compositori statunitensi (Foerster, Gilbert, Huss, Nevin, Parker, MacDowell e Paine), il Burleske di Richard Strauss, un recital di Chopin, varie composizioni di Mozart e Haydn e il Concerto per pianoforte in la minore op. 54 di Schumann.
Morì all'età di 56 anni di tumore, anche se la sua famiglia non rivelò inizialmente la causa del decesso. La biblioteca personale di Frager è stata donata dopo la sua morte alla Sibley Music Library della Eastman School of Music.

## Premi
- Concorso internazionale di Ginevra: 1955[4]
- Michaels Memorial Award: 1956[6]
- Concorso internazionale Leventritt: 1959[8]
- Concorso internazionale Regina Elisabetta: 1960[10]
- Mozart Medal: 1987[16]